# Plantation (colonie)
Pour les articles homonymes, voir Plantation (homonymie).

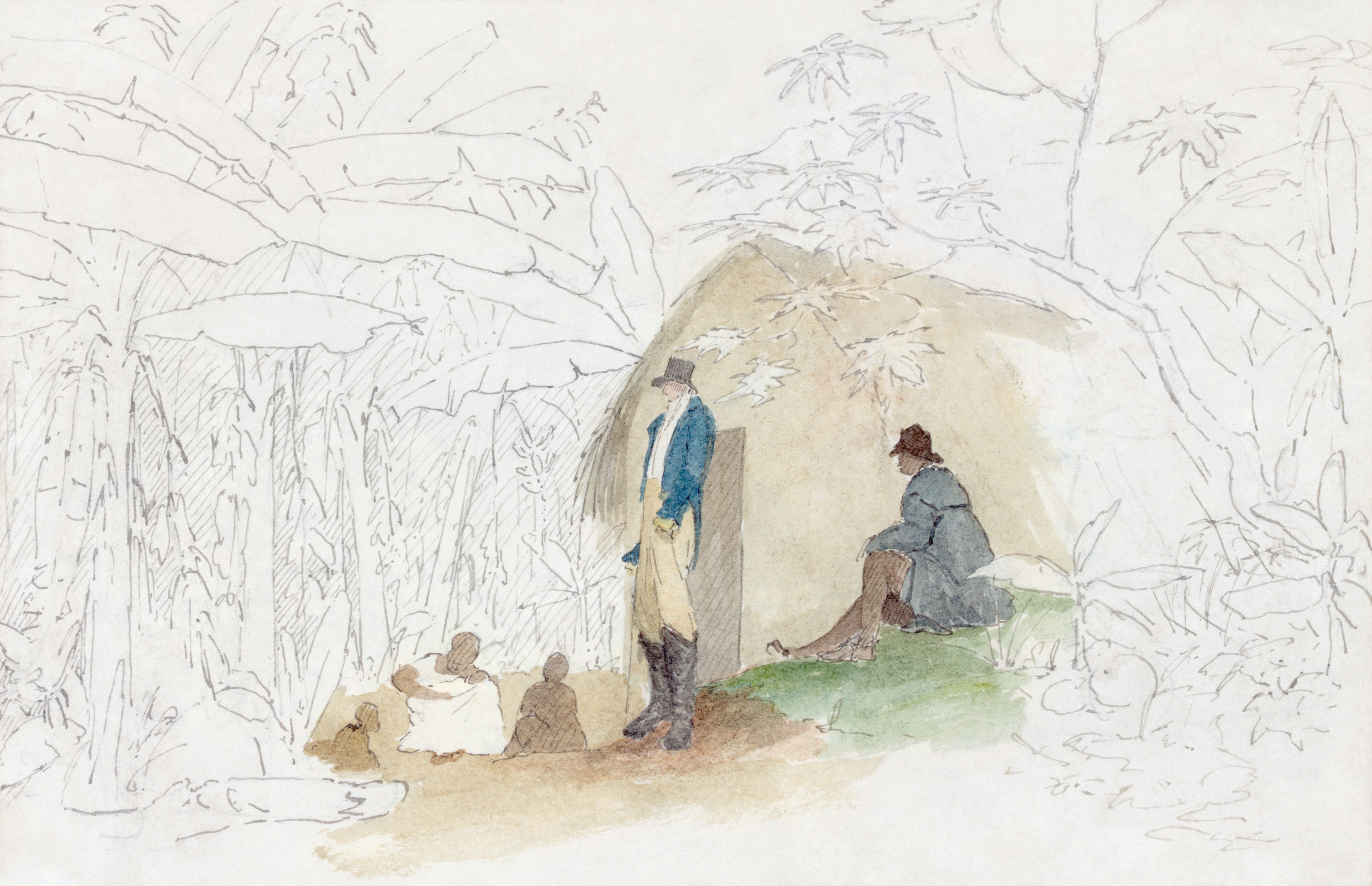
Personnages dans une plantation visiblement dans une colonie.

Une plantation était un village, un hameau ou une agglomération au début de la colonisation de la Nouvelle-Angleterre où les colons s'installaient afin de défricher et d’établir un village permanent ou semi-permanent. Nommés Canton ou Collectivité territoriale dans différentes parties du monde[Lesquelles ?], ces plantations ont été aussi fréquemment destinées à promouvoir la culture occidentale et le christianisme parmi les des peuples autochtones, comme les premiers établissements côtiers de la Colonie du Connecticut.

## Exemple
Le Fort no 4, situé dans l'actuelle ville de Charlestown, en New Hampshire, servait à protéger la plantation numéro 4.